# Monségur (Pyrénées-Atlantiques)
Monségur település Franciaországban, Pyrénées-Atlantiques megyében. Lakosainak száma 134 fő (2022. január 1.). Monségur Lahitte-Toupière, Larreule, Vidouze és Labatut-Figuières községekkel határos.

## Népesség
A település népességének változása:
| Lakosok száma | 142  | 135  | 133  | 129  | 127  | 124  | 127  | 131  | 134  |
|               | 2013 | 2015 | 2016 | 2017 | 2018 | 2019 | 2020 | 2021 | 2022 |